# Доня Шушняра
45°46′ пн. ш. 16°45′ сх. д. / 45.76° пн. ш. 16.75° сх. д.
Доня Шушняра (хорв. Donja Šušnjara) — населений пункт у Хорватії, у Б'єловарсько-Білогорській жупанії у складі громади Штефанє.

## Населення
Населення за даними перепису 2011 року становило 131 осіб.
Динаміка чисельності населення поселення: